# Championnat de France de floorball 2004-2005
Navigation
Édition suivante
Le Championnat de France de floorball D1 2004-2005 est la 1re édition de cette compétition. 4 équipes participent à la saison régulière 2004-2005, réunies en une seule poule.
En saison régulière, chaque équipe affronte chacun de ses adversaires en matches aller, et les deux premières équipes jouent ensuite la finale.
Le championnat a débuté le 22 janvier 2005 au Gymnase Léon Biancotto à Paris et s'est terminé le 19 février 2005 à Marseille.

## Équipes
| \| Rascasses de Marseille Canonniers de Nantes IFK Paris Dragons Bisontins \| Localisation des clubs engagés dans le championnat. · L'équipe marquée Dragons Bisontins sur la carte inscrite était un mélange des deux clubs : Dragons Bisontins et Gladiateurs d'Orléans |
| Rascasses de Marseille Canonniers de Nantes IFK Paris Dragons Bisontins |

| Équipes du Championnat de France de floorball D1 2004-2005 | Site web                                       |
| ---------------------------------------------------------- | ---------------------------------------------- |
| Rascasses de Marseille                                     | www.marseillefloorball.fr                      |
| Canonniers de Nantes                                       | www.canonniers-nantes.fr                       |
| IFK Paris                                                  | www.ifkparis.net                               |
| Dragons Bisontins - Gladiateurs d'Orléans                  | www.dragons-bisontins.fr - www.floorball45.com |

### Classement final de la saison régulière
| Classement | Nom de l'équipe                         | Points | Matchs joués | Victoires | Nuls | Défaites | Buts pour | Buts contre | Différence |
| ---------- | --------------------------------------- | ------ | ------------ | --------- | ---- | -------- | --------- | ----------- | ---------- |
| 1          | IFK Paris                               | 5      | 3            | 2         | 1    | 0        | 19        | 6           | +13        |
| 2          | Rascasses de Marseille                  | 5      | 3            | 2         | 1    | 0        | 12        | 5           | +7         |
| 3          | Canonniers de Nantes                    | 2      | 3            | 1         | 0    | 2        | 9         | 14          | -5         |
| 4          | Dragons Bisontins-Gladiateurs d'Orléans | 0      | 3            | 0         | 0    | 3        | 4         | 19          | -15        |

- Qualification pour la finale

## Résultats finaux
| Résultats            | MAR | NAN | BES | IFK |
| Marseille Rascasses  |     | 5-3 | 5-0 | 2-2 |
| Canonniers de Nantes |     |     | 5-1 | 1-8 |
| Besançon-Orléans     |     |     |     | 3-9 |
| IFK Paris            |     |     |     |     |

## Finale
| 19 février 2005 | Rascasses de Marseille | 13-6 (3-1, 5-2, 5-3) | IFK Paris | Marseille, Pont-de-Vivaux |

| Feuille de match | Feuille de match | Feuille de match | Feuille de match | Feuille de match                            |
| ---------------- | --- | --- | --- | ------------------------------------------- |
|                  | Nicolas Jame - 09:41 Zdenèk Kunický - 11:10 Youness El-Kadmiri - 13:28 Manaüre Russo-Mendoza - 29:25 Adrian Egli - 32:32 Youness El-Kadmiri - 36:38 Manaüre Russo-Mendoza - 37:06 Thierry Perriard - 39:52 Thierry Perriard - 43:42 Manaüre Russo-Mendoza - 51:30 Gwenaël Cadiou - 51:44 Manaüre Russo-Mendoza - 57:52 Adrian Egli - 59:22 | 1 - 0 2 - 0 3 - 0 3 - 1 4 - 1 5 - 1 5 - 2 6 - 2 6 - 3 7 - 3 8 - 3 8 - 4 9 - 4 10 - 4 11 - 4 11 - 5 11 - 6 12 - 6 13 - 6 | 16:12 - Sylvain Dupuis 35:13 - Sylvain Labarre 36:45 - Petr Janda 40:46 - Anders Erikson 51:57 - Jérôme Joaille 56:52 - Petr Janda | Arbitrage : Bruno Krummenacher Patrick Droz |
| Gilles Bizot     | Gardiens | Julien Vigneron | | Arbitrage : Bruno Krummenacher Patrick Droz |
| 12 min           | Pénalités | 6 min | | Arbitrage : Bruno Krummenacher Patrick Droz |
|                  | | | | Arbitrage : Bruno Krummenacher Patrick Droz |

Les Rascasses de Marseille battent en finale le 1er de la saison régulière IFK Paris et deviennent ainsi la première équipe championne de France de floorball.